# Dietrich von Heyden-Linden
Dietrich von Heyden-Linden (* 8. November 1898 in Gehmkow; † 25. August 1986 in Demmin) war ein deutscher Physiker und Fotograf.

## Leben
Dietrich von Heyden-Linden war das jüngste von sechs Kindern Friedrichs von Heyden-Linden (1843–1904) und dessen Frau Carola Freiin von der Lancken-Wakenitz (1860–1942). Als 1914 der älteste Bruder Georg heiratete und das Erbe des 10 Jahre zuvor verstorbenen Vaters übernahm, zog die Mutter mit Dietrich und seiner Schwester Ilse von Heyden-Linden nach Demmin. Dort besuchte er das Gymnasium und studierte nach dem Abitur an den Universitäten Berlin, Jena und Greifswald Chemie und Physik. Er spezialisierte sich auf Elektrotechnik und Experimentalphysik.
1926 versuchte er zusammen mit einem Studienfreund Rundfunkgeräte zu bauen. Die Firmengründung scheiterte jedoch an der Weltwirtschaftskrise. In den 1930er Jahren betrieb er in Demmin ein Radio-Fachgeschäft. Seine finanzielle Lage verbesserte sich erst, nachdem er einige Erfindungen patentieren lassen konnte. Es handelte sich dabei um verschiedene elektronische Messgeräte.
Für die Luftwaffe entwickelte er einen Simulator, der bei der Pilotenausbildung eingesetzt wurde. Bis 1945 war er als Berater beim Reichsluftfahrtministerium in Berlin angestellt. Nach dem Zweiten Weltkrieg eröffnete er wieder sein Rundfunkgeschäft und arbeitete als Lehrer für Elektrotechnik an der Kreisberufsschule.
Nachdem er 1960/61 einen Auftrag für die Akademie der Wissenschaften der DDR erledigen konnte, wurde er daraufhin als Akademiemitglied aufgenommen und als wissenschaftlicher Arbeitsleiter angestellt. In seinem Haus wurde eine Außenstelle der Akademie für wissenschaftlichen Gerätebau eingerichtet. Dort arbeitete er bis über das 80. Lebensjahr hinaus.
Dietrich von Heyden-Linden heiratete 1928 Hildegard Strehlow. Nach deren Suizid 1948 heiratete er 1956 Ulla Bormann.

## Fotografie
Zu seinen Interessen gehörte schon früh die Fotografie. In den 1920er Jahren fotografierte er zahlreiche Motive in Demmin und Umgebung und ließ die Schwarzweiß-Diapositive von seiner Schwester Ilse, einer Kunstmalerin, kolorieren. Nach dem Krieg machte er trotz Verbots heimlich Aufnahmen von seiner zerstörten Heimatstadt.